# Gangliozid
Gangliozídi so glikosfingolipidi, ki vsebuje N-acetilnevraminsko kislino ali drug sialičnokislinski strukturni element. V telesu ga je največ v osrednjem živčevju in je verjetno pomemben za strukturo sinaps.
Izraz gangliozid je leta 1942 prvi uporabil nemški znanstvenik Ernst Klenk in z njim opisal novo odkrite lipide iz možganskih ganglijskih celic.

## Zgradba
Glikozidi so oligoglikozilceramidni derivati laktozilceramida, ki imajo v svoji strukturi ostanek sialične kisline (najpogosteje N-acetilnevraminsko kislino, redkeje pa drug sialičnokislinski derivat, na primer N-glikolil-nevramisnko kislino (Neu5Gc). Laktozilceramidni derivat je vezan preko α-glikozidne vezi na eno ali več monosaharidnih enot ali na dodaten sialičnokislinski ostanek.

## Nahajanje
V nakopičeni količini se nahajajo na površini celic: dve ogljikovodikovi verigi v strukturi gangliozida sta ugreznjeni v celično membrano, oligosaharidni del pa se nahaja na zunajcelični površini in predstavlja prepoznavno mesto za zunajcelične molekule in površine sosednjih celic. Največ gangliozidov je prisotnih v osrednjem živčevju, kjer prestavljajo 6 % vseh fosfolipidov.
Možgani vsebujejo 20- do 500-krat več gangliozidov kot druga tkiva; njihova koncentracija je trikrat večja v sivi možganovini v primerjavi z belo možganovino. Nahajajo pa se tudi v drugih tkivih, v znatnih količinah na primer:
- gangliozid GD1a v rdečih krvničkah, kostnem mozgu, modih, jetrih in vranici
- gangliozid GM1 v rdečih krvničkah
- gangliozid GM2 v kostnem mozgu
- gangliozid GM3 v črevesju
- gangliozid GM4 v ledvicah